# World Games 2025/Teilnehmer (San Marino)
| Gelbes Symbol für Goldmedaillen mit stilisierten Olympischen Ringen | Graues Symbol für Silbermedaillen mit stilisierten Olympischen Ringen | Braundes Symbol für Bronzemedaillen mit stilisierten Olympischen Ringen |
| ------------------------------------------------------------------- | --------------------------------------------------------------------- | ----------------------------------------------------------------------- |
| —                                                                   | —                                                                     | —                                                                       |

San Marino nahm an den World Games 2025 mit einem Athleten teil.

## Teilnehmer nach Sportarten

### Unterwassersport

#### Freitauchen
Männer
- Daniele Mazza (Para-Streckentauchen mit Flossen FFS1-FFS2, Platz 4)